# Kim (film 1984)
Kim è un film per la televisione del 1984 diretto da John Howard Davies.
È un film d'avventura britannico a sfondo drammatico con Peter O'Toole, Bryan Brown e John Rhys-Davies, basato sul romanzo del 1901 Kim di Rudyard Kipling.

## Trama
Nella Lahore di fine XIX secolo, Kim è un orfano di strada tredicenne che si ritiene un nativo, mentre in realtà è figlio di un soldato irlandese e una madre di etnia sconosciuta. Il caso vuole che conosca un vecchio Lama tibetano che è alla ricerca di un sacro fiume, generato da una freccia del Buddha e Kim decide di fargli da guida.
Il giorno che l'esercito britannico scopre le sue origini e il suo vero nome, viene inviato in un collegio per ricevere una educazione inglese, ma insofferente alla disciplina, si ricongiunge al suo Lama. Le sue doti e la capacità di poter passare per indiano, non sono però sfuggite all'esercito britannico e presto Kim, opportunamente addestrato, viene incaricato di una pericolosa missione di spionaggio nel cosiddetto Grande gioco, la lotta dietro le quinte tra Gran Bretagna e Russia per la supremazia in Afghanistan e Asia centrale.

## Produzione
Il film, diretto da John Howard Davies su una sceneggiatura di James Brabazon con il soggetto di Rudyard Kipling (autore del romanzo), fu prodotto da David Conroy e Jean Walter per la London Film Productions e girato in India.

## Distribuzione
Il film fu trasmesso negli Stati Uniti il 16 maggio 1984 sulla rete televisiva CBS.

## Critica
Secondo il Morandini il film è "scritto con competenza da James Brabazon e messo in immagini con inventiva e sontuosa sapienza". La produzione si rivela inoltre "superiore" rispetto al precedente film hollywoodiano del 1950.